# Bill Emerson Memorial Bridge
Die Bill Emerson Memorial Bridge ist eine Schrägseilbrücke, die den Mississippi zwischen Cape Girardeau und East Cape Girardeau in den US-amerikanischen Bundesstaaten Missouri und Illinois überspannt.
Über die Brücke führt von Westen her die Missouri State Route 34, die auf der Brücke in die Illinois State Route 146 übergeht. Die vier Fahrstreifen werden täglich von mehr als 10.000 Fahrzeugen genutzt.

## Geschichte

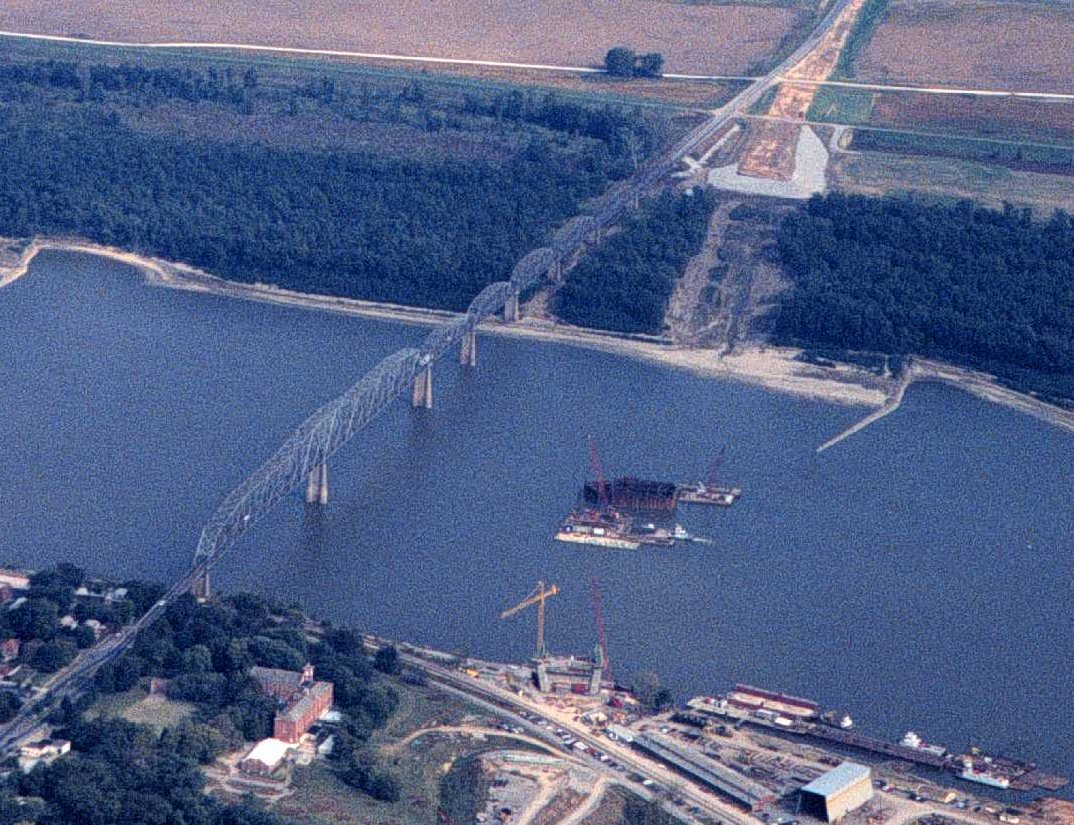
Die alte Cape Girardeau Bridge im Jahr 1997

Die Brücke wurde wenige Meter südlich der ursprünglichen Cape Girardeau Bridge errichtet. Diese bestand von 1928 bis zu deren Abriss im Jahr 2004.

1996 begannen die Bauarbeiten für die neue Brücke. Benannt wurde sie nach Bill Emerson (1938–1996), der zwischen 1981 und 1996 den Staat Missouri im US-Repräsentantenhaus vertrat.